# Fritz Antek Berger
Fritz Antek Berger (* 15. April 1900 in Allenstein in Ostpreußen; † 27. Juni 1973 in Bielefeld) war ein mit dem Ritterkreuz ausgezeichneter deutscher Marineoffizier in der Zeit des Zweiten Weltkrieges, zuletzt Kapitän zur See.

## Leben
Berger trat nach seiner Schulausbildung noch im Ersten Weltkrieg am 2. Januar 1917 als Seekadett (Seeoffizieranwärter) in die Kaiserliche Marine ein (Crew I/1917). Am 16. November 1917 erfolgte seine Beförderung zum Fähnrich zur See.
Nach Kriegsende diente er zunächst von Februar 1919 bis Juni 1920 in der Marine-Brigade von Loewenfeld, einem Freikorps, das im Juni 1919 während des Verkehrsstreiks in Berlin, dann im ersten polnischen Aufstand in Oberschlesien und schließlich im April 1920 im Raum Bottrop zur Bekämpfung des Ruhraufstands eingesetzt wurde. Er wurde dann, wie viele weitere Mitglieder der Brigade, in die Reichswehr übernommen und am 30. Juli 1920 zum Leutnant zur See befördert. Die Beförderung zum Oberleutnant zur See erfolgte am 1. April 1923.
Sein erstes eigenes Kommando erhielt Berger am 1. Oktober 1928, als er zum Kommandanten des Torpedoboots Möwe ernannt wurde. Als das Boot am 22. August 1929 zwecks Werftüberholung außer Dienst gestellt und durch das an seiner Stelle zur 4. Torpedobootshalbflottille tretende Schwesterboot Seeadler ersetzt wurde, wechselte Berger mit der gesamten Besatzung der Möwe auf die Seeadler, die er bis zum 11. Oktober 1929 befehligte. Danach war er bis September 1930 Kommandant des Schwesterboots Falke, auf dem er am 1. Februar 1930 zum Kapitänleutnant befördert wurde. Es folgten verschiedener Dienststellungen an Land sowie die Ausbildung zum Stabsoffizier und die Beförderung zum Korvettenkapitän am 1. November 1935.
Am 8. Januar 1938 wurde Berger Kommandant des an diesem Tage in Dienst gestellten Zerstörers Z 8 Bruno Heinemann, den er bis zum 4. Dezember 1939 befehligte. In den ersten Tagen des Zweiten Weltkriegs gehörte die Bruno Heinemann im Verband der 4. Zerstörerflottille zu den in der Ostsee zur Blockade der polnischen Marine eingesetzten Einheiten. Ab 4. September 1939 war sie dann mit weiteren Zerstörern und Torpedobooten an der Ausbringung der sogenannten Westwall-Minensperren in der Nordsee beteiligt. Der Chef der 4. Zerstörerflottille, Fregattenkapitän Bey auf der Bruno Heinemann, versuchte im November mehrfach, zusammen mit der Erich Steinbrinck und der Friedrich Eckoldt, im Skagerrak und Kattegat Handelskrieg zu führen, konnte aber keine feindlichen Schiffe auffinden.
Am 5. Dezember 1939 wurde der am 1. August 1939 zum Fregattenkapitän beförderte Berger zum Chef der aus sechs Booten bestehenden 1. Zerstörerflottille ernannt. In dieser Dienststellung leitete er ein Verminungsunternehmen vor der Themsemündung am 6./7. Januar 1940 mit den Zerstörern Friedrich Ihn, Friedrich Eckoldt und Erich Steinbrinck. Auf dieser Minensperre wurden der britische Zerstörer Grenville und sechs Handelsschiffe mit zusammen 21.617 BRT versenkt sowie ein Handelsschiff schwer beschädigt. Ein weiteres Minenunternehmen mit den Zerstörern Friedrich Eckholdt, Max Schultz und Richard Beitzen wurde von ihm vom 9. bis 10. Februar 1940 im Shipwash-Gebiet geleitet. Sechs Handelsschiffe mit insgesamt 28.496 BRT wurden durch diese Minensperre versenkt, ein weiteres Handelsschiff wurde beschädigt.
In der Nacht vom 22. auf den 23. Februar 1940 sollten die Zerstörer Leberecht Maass, Max Schultz, Richard Beitzen, Erich Koellner, Theodor Riedel und Friedrich Eckoldt in das Gebiet der Doggerbank vorstoßen und gegen dort von der Luftaufklärung festgestellte britische Fischtrawler vorgehen (Unternehmen Wikinger). Berger führte den Verband von der Friedrich Eckoldt. Aufgrund schwerer Versäumnisse der Marineführung sowie unglücklicher Umstände verlor der Verband zwei der eingesetzten sechs Zerstörer bereits vor Erreichen des Einsatzgebietes durch Minentreffer, woraufhin das Unternehmen abgebrochen wurde. Insgesamt verloren 578 Besatzungsmitglieder des Verbands ihr Leben.
Am 9. April 1940 nahm Fregattenkapitän Berger im Rahmen des Unternehmens Weserübung auf der Georg Thiele als einzigem Boot seiner Flottille an der Besetzung von Narvik teil. Nachdem in zwei Gefechten mit britischen Schiffen am 10. und 13. April alle zehn an der Besetzung Narviks beteiligten deutschen Zerstörer vernichtet worden waren, wurden ihre rund 2600 überlebenden Besatzungsmitglieder unter Bergers Kommando in vier Bataillonen im sogenannten Marineregiment Narvik (am 18. April umbenannt in Marine-Regiment Berger) zusammengefasst und den in Narvik angelandeten Gebirgstruppen Generalmajor Eduard Dietls unterstellt. Das Regiment wurde zur Verteidigung der Erzbahn von Schweden nach Narvik eingesetzt und, nachdem die Alliierten am 8. Juni ihre Truppen aus Nordnorwegen wieder abgezogen hatten, am 1. Juli 1940 aufgelöst. Für seinen Einsatz in der Schlacht um Narvik wurde Berger am 4. August 1940 mit dem Ritterkreuz des Eisernen Kreuzes ausgezeichnet.
Am 14. August 1940 wurde er Chef der aus den verbliebenen Booten seiner bisherigen 1. Zerstörerflottille gebildeten 5. Zerstörerflottille, die er bis zum 17. Juli 1942 führte und deren Boote in der Nordsee, im Ärmelkanal, in Westfrankreich und der Biskaya, zeitweise auch in Norwegen eingesetzt waren und dabei Minenlege- und Geleitaufgaben wahrnahmen. So waren von seiner Flottille die Richard Beitzen und die Friedrich Ihn beim Unternehmen Cerberus, dem Durchbruch der Schlachtschiffe Scharnhorst und Gneisenau und des Schweren Kreuzers Prinz Eugen am 12. Februar 1942 durch den Ärmelkanal, zu den Sicherungskräften für die drei großen Schiffe eingesetzt.
Im September 1942 wurde der bereits am 1. März 1941 zum Kapitän zur See beförderte Berger zum Seekommandanten des Oslofjords ernannt, dann am 7. Juni 1943 zum Seekommandanten von Drontheim. Dort geriet er am 8. Mai 1945 in britische Gefangenschaft, aus der er am 9. Mai 1948 entlassen wurde.
Berger starb am 27. Juni 1973 in Bielefeld.

## Auszeichnungen
- Eisernes Kreuz (1939) II. Klasse, am 16. November 1939
- Eisernes Kreuz (1939) I. Klasse, am 15. Dezember 1939
- Ritterkreuz des Eisernen Kreuzes, am 4. August 1940
- Zerstörer-Kriegsabzeichen
- Narvikschild
- Verwundetenabzeichen (1939) in Schwarz